# Furia Sabina Tranquillina
Furia Sabina Tranquillina (c. 226 – dopo 241) fu la moglie dell'imperatore romano Gordiano III e augusta dell'Impero romano.

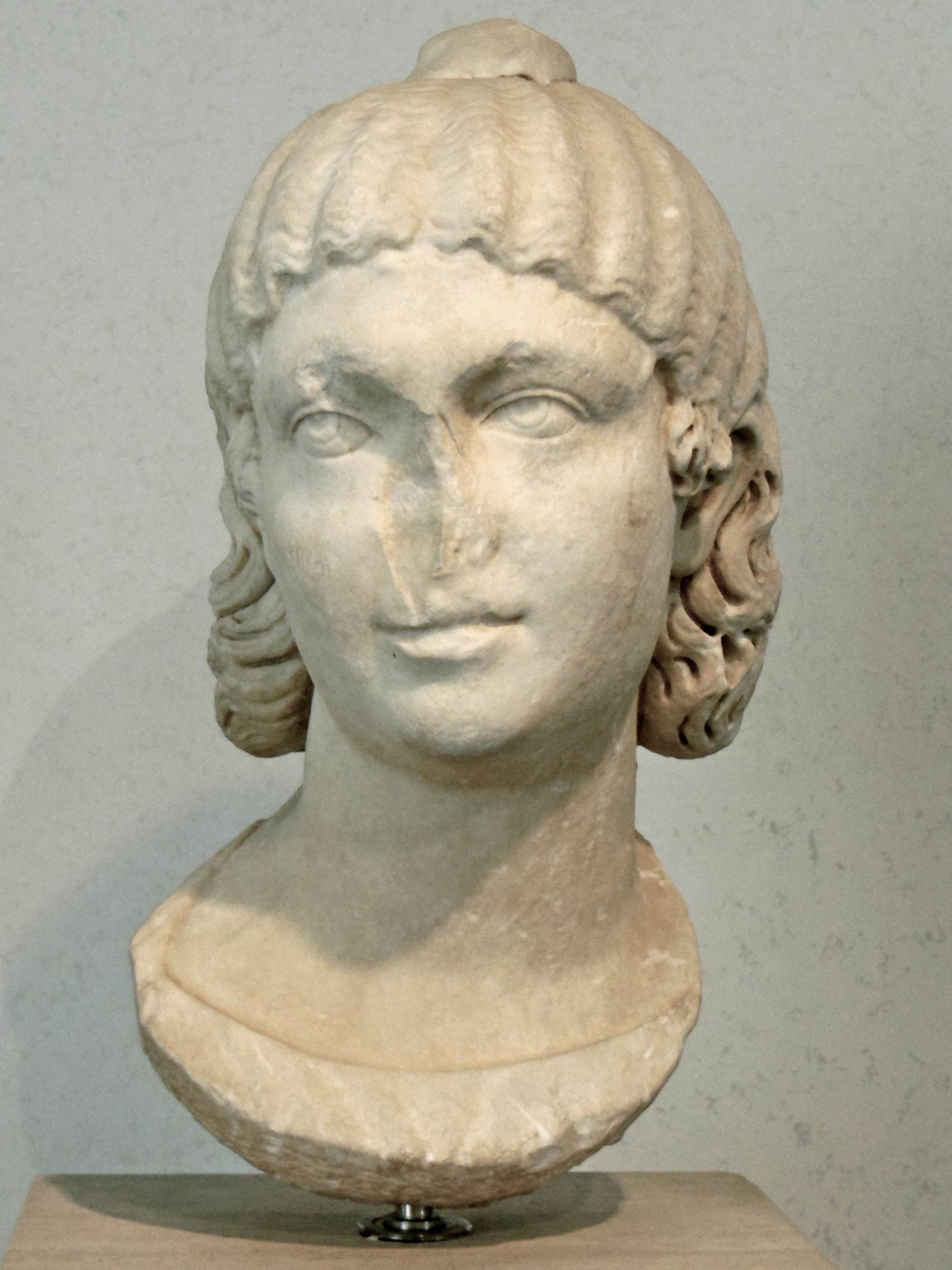
Ritratto attribuito a Furia Sabina Tranquillina, proveniente da Poggio Sommavilla datato al 250 circa, esposto al Museo nazionale romano a palazzo Massimo alle Terme, Roma

Figlia di Timesiteo, sposò Gordiano nel 241, quando questi aveva sedici anni e Sabina quindici: l'imperatore conferì poi al suocero la prefettura del pretorio.

## Albero genealogico

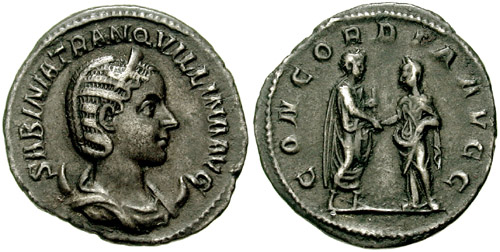
Ritratto di Sabina su di un antoniniano coniato nell'anno del matrimonio con Gordiano III e celebrante la concordia dei due augusti.

Antinoo, nella sua qualità di amasio e favorito dell'imperatore in carica, viene a trovarsi esattamente al centro di quella che è la prima parte della cronologia riguardante la cosiddetta dinastia dei nerva-antonini o degli imperatori adottivi, che inizia con Nerva nel 96 per concludersi con Commodo nel 192; mentre in linea diretta la discendenza arriva, dopo la dinastia dei Severi, fino a Gordiano III nel 244.
- (1) = 1° coniuge
- (2) = 2° coniuge (non mostrato)
- (3) = 3° coniuge
- Il colore viola indica l'imperatore romano della dinastia dei nerva-antonini; il rosa scuro indica l'erede imperiale designato, ma che non arrivò mai al trono.
- Le linee tratteggiate larghe indicano l'adozione; le linee tratteggiate strette indicano relazioni amorose fuori dal matrimonio.

|                                  |                                  |                                  |                                  |                                  |                                  |                         |                         |                               |                               |                               |                               |                               |                               |                               |                               |                               |                               |                               |                               |                               |                               |                               |                               |                               |                               |                             |                             |                             |                             |                          |                          |                                |                                |                                |                                |                                |                                |                   |                   |                               |                               |                               |                               |                               |                               |                             |                             |                               |                               |                               |                               |                               |                               |                          |                          |                           |                           |                                 |                                 |                                 |                                 |                                 |                                 |                       |                       |                            |                            |                            |                            |                             |                             |                             |                             |                             |                             |                            |                            |                            |                            |                     |                     |  |  |  |  |
|                                  |                                  |                                  |                                  |                                  |                                  |                         |                         |                               |                               |                               |                               |                               |                               |                               |                               |                               |                               |                               |                               |                               |                               |                               |                               |                               |                               |                             |                             |                             |                             |                          |                          |                                |                                |                                |                                |                                |                                |                   |                   |                               |                               |                               |                               |                               |                               |                             |                             |                               |                               |                               |                               |                               |                               |                          |                          |                           |                           |                                 |                                 |                                 |                                 |                                 |                                 |                       |                       |                            |                            |                            |                            |                             |                             |                             |                             |                             |                             |                            |                            |                            |                            |                     |                     |  |  |  |  |
| Quinto Marcio Barea Sorano       | Quinto Marcio Barea Sorano       | Quinto Marcio Barea Sorano       | Quinto Marcio Barea Sorano       | Quinto Marcio Barea Sorano       | Quinto Marcio Barea Sorano       |                         |                         | Quinto Marcio Barea Sura      | Quinto Marcio Barea Sura      | Quinto Marcio Barea Sura      | Quinto Marcio Barea Sura      | Quinto Marcio Barea Sura      | Quinto Marcio Barea Sura      |                               |                               | Antonia Furnilla              | Antonia Furnilla              | Antonia Furnilla              | Antonia Furnilla              | Antonia Furnilla              | Antonia Furnilla              |                               |                               |                               |                               |                             |                             |                             |                             |                          |                          | Marco Cocceio Nerva (giurista) | Marco Cocceio Nerva (giurista) | Marco Cocceio Nerva (giurista) | Marco Cocceio Nerva (giurista) | Marco Cocceio Nerva (giurista) | Marco Cocceio Nerva (giurista) |                   |                   | Sergia Plautilla              | Sergia Plautilla              | Sergia Plautilla              | Sergia Plautilla              | Sergia Plautilla              | Sergia Plautilla              |                             |                             |                               |                               |                               |                               |                               |                               |                          |                          |                           |                           |                                 |                                 | P. Aelius Hadrianus             | P. Aelius Hadrianus             | P. Aelius Hadrianus             | P. Aelius Hadrianus             | P. Aelius Hadrianus   | P. Aelius Hadrianus   |                            |                            |                            |                            |                             |                             |                             |                             |                             |                             |                            |                            |                            |                            |                     |                     |  |  |  |  |
| Quinto Marcio Barea Sorano       | Quinto Marcio Barea Sorano       | Quinto Marcio Barea Sorano       | Quinto Marcio Barea Sorano       | Quinto Marcio Barea Sorano       | Quinto Marcio Barea Sorano       |                         |                         | Quinto Marcio Barea Sura      | Quinto Marcio Barea Sura      | Quinto Marcio Barea Sura      | Quinto Marcio Barea Sura      | Quinto Marcio Barea Sura      | Quinto Marcio Barea Sura      |                               |                               | Antonia Furnilla              | Antonia Furnilla              | Antonia Furnilla              | Antonia Furnilla              | Antonia Furnilla              | Antonia Furnilla              |                               |                               |                               |                               |                             |                             |                             |                             |                          |                          | Marco Cocceio Nerva (giurista) | Marco Cocceio Nerva (giurista) | Marco Cocceio Nerva (giurista) | Marco Cocceio Nerva (giurista) | Marco Cocceio Nerva (giurista) | Marco Cocceio Nerva (giurista) |                   |                   | Sergia Plautilla              | Sergia Plautilla              | Sergia Plautilla              | Sergia Plautilla              | Sergia Plautilla              | Sergia Plautilla              |                             |                             |                               |                               |                               |                               |                               |                               |                          |                          |                           |                           |                                 |                                 | P. Aelius Hadrianus             | P. Aelius Hadrianus             | P. Aelius Hadrianus             | P. Aelius Hadrianus             | P. Aelius Hadrianus   | P. Aelius Hadrianus   |                            |                            |                            |                            |                             |                             |                             |                             |                             |                             |                            |                            |                            |                            |                     |                     |  |  |  |  |
|                                  |                                  |                                  |                                  |                                  |                                  |                         |                         |                               |                               |                               |                               |                               |                               |                               |                               |                               |                               |                               |                               |                               |                               |                               |                               |                               |                               |                             |                             |                             |                             |                          |                          |                                |                                |                                |                                |                                |                                |                   |                   |                               |                               |                               |                               |                               |                               |                             |                             |                               |                               |                               |                               |                               |                               |                          |                          |                           |                           |                                 |                                 |                                 |                                 |                                 |                                 |                       |                       |                            |                            |                            |                            |                             |                             |                             |                             |                             |                             |                            |                            |                            |                            |                     |                     |  |  |  |  |
|                                  |                                  |                                  |                                  |                                  |                                  |                         |                         |                               |                               |                               |                               |                               |                               |                               |                               |                               |                               |                               |                               |                               |                               |                               |                               |                               |                               |                             |                             |                             |                             |                          |                          |                                |                                |                                |                                |                                |                                |                   |                   |                               |                               |                               |                               |                               |                               |                             |                             |                               |                               |                               |                               |                               |                               |                          |                          |                           |                           |                                 |                                 |                                 |                                 |                                 |                                 |                       |                       |                            |                            |                            |                            |                             |                             |                             |                             |                             |                             |                            |                            |                            |                            |                     |                     |  |  |  |  |
| Tito (imperatore) (r. 79-81)     | Tito (imperatore) (r. 79-81)     | Tito (imperatore) (r. 79-81)     | Tito (imperatore) (r. 79-81)     | Tito (imperatore) (r. 79-81)     | Tito (imperatore) (r. 79-81)     |                         |                         | Marcia Furnilla               | Marcia Furnilla               | Marcia Furnilla               | Marcia Furnilla               | Marcia Furnilla               | Marcia Furnilla               |                               |                               | Marcia (madre di Traiano)     | Marcia (madre di Traiano)     | Marcia (madre di Traiano)     | Marcia (madre di Traiano)     | Marcia (madre di Traiano)     | Marcia (madre di Traiano)     |                               |                               | Marco Ulpio Traiano (padre)   | Marco Ulpio Traiano (padre)   | Marco Ulpio Traiano (padre) | Marco Ulpio Traiano (padre) | Marco Ulpio Traiano (padre) | Marco Ulpio Traiano (padre) |                          |                          |                                |                                |                                |                                | Nerva (r. 96–98)               | Nerva (r. 96–98)               | Nerva (r. 96–98)  | Nerva (r. 96–98)  | Nerva (r. 96–98)              | Nerva (r. 96–98)              |                               |                               |                               |                               |                             |                             | Ulpia (nonna di Adriano)      | Ulpia (nonna di Adriano)      | Ulpia (nonna di Adriano)      | Ulpia (nonna di Adriano)      | Ulpia (nonna di Adriano)      | Ulpia (nonna di Adriano)      |                          |                          | Elio Adriano Marullino    | Elio Adriano Marullino    | Elio Adriano Marullino          | Elio Adriano Marullino          | Elio Adriano Marullino          | Elio Adriano Marullino          |                                 |                                 |                       |                       |                            |                            |                            |                            |                             |                             |                             |                             |                             |                             |                            |                            |                            |                            |                     |                     |  |  |  |  |
| Tito (imperatore) (r. 79-81)     | Tito (imperatore) (r. 79-81)     | Tito (imperatore) (r. 79-81)     | Tito (imperatore) (r. 79-81)     | Tito (imperatore) (r. 79-81)     | Tito (imperatore) (r. 79-81)     |                         |                         | Marcia Furnilla               | Marcia Furnilla               | Marcia Furnilla               | Marcia Furnilla               | Marcia Furnilla               | Marcia Furnilla               |                               |                               | Marcia (madre di Traiano)     | Marcia (madre di Traiano)     | Marcia (madre di Traiano)     | Marcia (madre di Traiano)     | Marcia (madre di Traiano)     | Marcia (madre di Traiano)     |                               |                               | Marco Ulpio Traiano (padre)   | Marco Ulpio Traiano (padre)   | Marco Ulpio Traiano (padre) | Marco Ulpio Traiano (padre) | Marco Ulpio Traiano (padre) | Marco Ulpio Traiano (padre) |                          |                          |                                |                                |                                |                                | Nerva (r. 96–98)               | Nerva (r. 96–98)               | Nerva (r. 96–98)  | Nerva (r. 96–98)  | Nerva (r. 96–98)              | Nerva (r. 96–98)              |                               |                               |                               |                               |                             |                             | Ulpia (nonna di Adriano)      | Ulpia (nonna di Adriano)      | Ulpia (nonna di Adriano)      | Ulpia (nonna di Adriano)      | Ulpia (nonna di Adriano)      | Ulpia (nonna di Adriano)      |                          |                          | Elio Adriano Marullino    | Elio Adriano Marullino    | Elio Adriano Marullino          | Elio Adriano Marullino          | Elio Adriano Marullino          | Elio Adriano Marullino          |                                 |                                 |                       |                       |                            |                            |                            |                            |                             |                             |                             |                             |                             |                             |                            |                            |                            |                            |                     |                     |  |  |  |  |
|                                  |                                  |                                  |                                  |                                  |                                  |                         |                         |                               |                               |                               |                               |                               |                               |                               |                               |                               |                               |                               |                               |                               |                               |                               |                               |                               |                               |                             |                             |                             |                             |                          |                          |                                |                                |                                |                                |                                |                                |                   |                   |                               |                               |                               |                               |                               |                               |                             |                             |                               |                               |                               |                               |                               |                               |                          |                          |                           |                           |                                 |                                 |                                 |                                 |                                 |                                 |                       |                       |                            |                            |                            |                            |                             |                             |                             |                             |                             |                             |                            |                            |                            |                            |                     |                     |  |  |  |  |
|                                  |                                  |                                  |                                  |                                  |                                  |                         |                         |                               |                               |                               |                               |                               |                               |                               |                               |                               |                               |                               |                               |                               |                               |                               |                               |                               |                               |                             |                             |                             |                             |                          |                          |                                |                                |                                |                                |                                |                                |                   |                   |                               |                               |                               |                               |                               |                               |                             |                             |                               |                               |                               |                               |                               |                               |                          |                          |                           |                           |                                 |                                 |                                 |                                 |                                 |                                 |                       |                       |                            |                            |                            |                            |                             |                             |                             |                             |                             |                             |                            |                            |                            |                            |                     |                     |  |  |  |  |
|                                  |                                  |                                  |                                  | Giulia (figlia di Tito)          | Giulia (figlia di Tito)          | Giulia (figlia di Tito) | Giulia (figlia di Tito) | Giulia (figlia di Tito)       | Giulia (figlia di Tito)       |                               |                               | Ulpia Marciana                | Ulpia Marciana                | Ulpia Marciana                | Ulpia Marciana                | Ulpia Marciana                | Ulpia Marciana                |                               |                               | Gaio Salonio Matidio Patruino | Gaio Salonio Matidio Patruino | Gaio Salonio Matidio Patruino | Gaio Salonio Matidio Patruino | Gaio Salonio Matidio Patruino | Gaio Salonio Matidio Patruino |                             |                             | Traiano (r. 98–117)         | Traiano (r. 98–117)         | Traiano (r. 98–117)      | Traiano (r. 98–117)      | Traiano (r. 98–117)            | Traiano (r. 98–117)            |                                |                                | Plotina                        | Plotina                        | Plotina           | Plotina           | Plotina                       | Plotina                       |                               |                               | Publio Acilio Attiano         | Publio Acilio Attiano         | Publio Acilio Attiano       | Publio Acilio Attiano       | Publio Acilio Attiano         | Publio Acilio Attiano         |                               |                               | Publio Elio Adriano Afro      | Publio Elio Adriano Afro      | Publio Elio Adriano Afro | Publio Elio Adriano Afro | Publio Elio Adriano Afro  | Publio Elio Adriano Afro  |                                 |                                 | Domizia Paolina                 | Domizia Paolina                 | Domizia Paolina                 | Domizia Paolina                 | Domizia Paolina       | Domizia Paolina       |                            |                            |                            |                            |                             |                             |                             |                             | Lucio Giulio Urso Serviano  | Lucio Giulio Urso Serviano  | Lucio Giulio Urso Serviano | Lucio Giulio Urso Serviano | Lucio Giulio Urso Serviano | Lucio Giulio Urso Serviano |                     |                     |  |  |  |  |
|                                  |                                  |                                  |                                  | Giulia (figlia di Tito)          | Giulia (figlia di Tito)          | Giulia (figlia di Tito) | Giulia (figlia di Tito) | Giulia (figlia di Tito)       | Giulia (figlia di Tito)       |                               |                               | Ulpia Marciana                | Ulpia Marciana                | Ulpia Marciana                | Ulpia Marciana                | Ulpia Marciana                | Ulpia Marciana                |                               |                               | Gaio Salonio Matidio Patruino | Gaio Salonio Matidio Patruino | Gaio Salonio Matidio Patruino | Gaio Salonio Matidio Patruino | Gaio Salonio Matidio Patruino | Gaio Salonio Matidio Patruino |                             |                             | Traiano (r. 98–117)         | Traiano (r. 98–117)         | Traiano (r. 98–117)      | Traiano (r. 98–117)      | Traiano (r. 98–117)            | Traiano (r. 98–117)            |                                |                                | Plotina                        | Plotina                        | Plotina           | Plotina           | Plotina                       | Plotina                       |                               |                               | Publio Acilio Attiano         | Publio Acilio Attiano         | Publio Acilio Attiano       | Publio Acilio Attiano       | Publio Acilio Attiano         | Publio Acilio Attiano         |                               |                               | Publio Elio Adriano Afro      | Publio Elio Adriano Afro      | Publio Elio Adriano Afro | Publio Elio Adriano Afro | Publio Elio Adriano Afro  | Publio Elio Adriano Afro  |                                 |                                 | Domizia Paolina                 | Domizia Paolina                 | Domizia Paolina                 | Domizia Paolina                 | Domizia Paolina       | Domizia Paolina       |                            |                            |                            |                            |                             |                             |                             |                             | Lucio Giulio Urso Serviano  | Lucio Giulio Urso Serviano  | Lucio Giulio Urso Serviano | Lucio Giulio Urso Serviano | Lucio Giulio Urso Serviano | Lucio Giulio Urso Serviano |                     |                     |  |  |  |  |
|                                  |                                  |                                  |                                  |                                  |                                  |                         |                         |                               |                               |                               |                               |                               |                               |                               |                               |                               |                               |                               |                               |                               |                               |                               |                               |                               |                               |                             |                             |                             |                             |                          |                          |                                |                                |                                |                                |                                |                                |                   |                   |                               |                               |                               |                               |                               |                               |                             |                             |                               |                               |                               |                               |                               |                               |                          |                          |                           |                           |                                 |                                 |                                 |                                 |                                 |                                 |                       |                       |                            |                            |                            |                            |                             |                             |                             |                             |                             |                             |                            |                            |                            |                            |                     |                     |  |  |  |  |
|                                  |                                  |                                  |                                  |                                  |                                  |                         |                         |                               |                               |                               |                               |                               |                               |                               |                               |                               |                               |                               |                               |                               |                               |                               |                               |                               |                               |                             |                             |                             |                             |                          |                          |                                |                                |                                |                                |                                |                                |                   |                   |                               |                               |                               |                               |                               |                               |                             |                             |                               |                               |                               |                               |                               |                               |                          |                          |                           |                           |                                 |                                 |                                 |                                 |                                 |                                 |                       |                       |                            |                            |                            |                            |                             |                             |                             |                             |                             |                             |                            |                            |                            |                            |                     |                     |  |  |  |  |
| Lucio Mindio (2)                 | Lucio Mindio (2)                 | Lucio Mindio (2)                 | Lucio Mindio (2)                 | Lucio Mindio (2)                 | Lucio Mindio (2)                 |                         |                         | Libo Rupilio Frugi (3)        | Libo Rupilio Frugi (3)        | Libo Rupilio Frugi (3)        | Libo Rupilio Frugi (3)        | Libo Rupilio Frugi (3)        | Libo Rupilio Frugi (3)        |                               |                               | Salonina Matidia              | Salonina Matidia              | Salonina Matidia              | Salonina Matidia              | Salonina Matidia              | Salonina Matidia              |                               |                               | Lucio Vibio Sabino (1)        | Lucio Vibio Sabino (1)        | Lucio Vibio Sabino (1)      | Lucio Vibio Sabino (1)      | Lucio Vibio Sabino (1)      | Lucio Vibio Sabino (1)      |                          |                          |                                |                                |                                |                                |                                |                                | Antinoo           | Antinoo           | Antinoo                       | Antinoo                       | Antinoo                       | Antinoo                       |                               |                               | Adriano (r. 117–138)        | Adriano (r. 117–138)        | Adriano (r. 117–138)          | Adriano (r. 117–138)          | Adriano (r. 117–138)          | Adriano (r. 117–138)          |                               |                               |                          |                          |                           |                           |                                 |                                 |                                 |                                 |                                 |                                 | Elia Domizia Paulina  | Elia Domizia Paulina  | Elia Domizia Paulina       | Elia Domizia Paulina       | Elia Domizia Paulina       | Elia Domizia Paulina       |                             |                             |                             |                             |                             |                             |                            |                            |                            |                            |                     |                     |  |  |  |  |
| Lucio Mindio (2)                 | Lucio Mindio (2)                 | Lucio Mindio (2)                 | Lucio Mindio (2)                 | Lucio Mindio (2)                 | Lucio Mindio (2)                 |                         |                         | Libo Rupilio Frugi (3)        | Libo Rupilio Frugi (3)        | Libo Rupilio Frugi (3)        | Libo Rupilio Frugi (3)        | Libo Rupilio Frugi (3)        | Libo Rupilio Frugi (3)        |                               |                               | Salonina Matidia              | Salonina Matidia              | Salonina Matidia              | Salonina Matidia              | Salonina Matidia              | Salonina Matidia              |                               |                               | Lucio Vibio Sabino (1)        | Lucio Vibio Sabino (1)        | Lucio Vibio Sabino (1)      | Lucio Vibio Sabino (1)      | Lucio Vibio Sabino (1)      | Lucio Vibio Sabino (1)      |                          |                          |                                |                                |                                |                                |                                |                                | Antinoo           | Antinoo           | Antinoo                       | Antinoo                       | Antinoo                       | Antinoo                       |                               |                               | Adriano (r. 117–138)        | Adriano (r. 117–138)        | Adriano (r. 117–138)          | Adriano (r. 117–138)          | Adriano (r. 117–138)          | Adriano (r. 117–138)          |                               |                               |                          |                          |                           |                           |                                 |                                 |                                 |                                 |                                 |                                 | Elia Domizia Paulina  | Elia Domizia Paulina  | Elia Domizia Paulina       | Elia Domizia Paulina       | Elia Domizia Paulina       | Elia Domizia Paulina       |                             |                             |                             |                             |                             |                             |                            |                            |                            |                            |                     |                     |  |  |  |  |
|                                  |                                  |                                  |                                  |                                  |                                  |                         |                         |                               |                               |                               |                               |                               |                               |                               |                               |                               |                               |                               |                               |                               |                               |                               |                               |                               |                               |                             |                             |                             |                             |                          |                          |                                |                                |                                |                                |                                |                                |                   |                   |                               |                               |                               |                               |                               |                               |                             |                             |                               |                               |                               |                               |                               |                               |                          |                          |                           |                           |                                 |                                 |                                 |                                 |                                 |                                 |                       |                       |                            |                            |                            |                            |                             |                             |                             |                             |                             |                             |                            |                            |                            |                            |                     |                     |  |  |  |  |
|                                  |                                  |                                  |                                  |                                  |                                  |                         |                         |                               |                               |                               |                               |                               |                               |                               |                               |                               |                               |                               |                               |                               |                               |                               |                               |                               |                               |                             |                             |                             |                             |                          |                          |                                |                                |                                |                                |                                |                                |                   |                   |                               |                               |                               |                               |                               |                               |                             |                             |                               |                               |                               |                               |                               |                               |                          |                          |                           |                           |                                 |                                 |                                 |                                 |                                 |                                 |                       |                       |                            |                            |                            |                            |                             |                             |                             |                             |                             |                             |                            |                            |                            |                            |                     |                     |  |  |  |  |
|                                  |                                  |                                  |                                  | Vibia Matidia                    | Vibia Matidia                    | Vibia Matidia           | Vibia Matidia           | Vibia Matidia                 | Vibia Matidia                 |                               |                               |                               |                               |                               |                               |                               |                               |                               |                               |                               |                               |                               |                               |                               |                               |                             |                             |                             |                             |                          |                          | Gaio Svetonio Tranquillo       | Gaio Svetonio Tranquillo       | Gaio Svetonio Tranquillo       | Gaio Svetonio Tranquillo       | Gaio Svetonio Tranquillo       | Gaio Svetonio Tranquillo       |                   |                   | Vibia Sabina                  | Vibia Sabina                  | Vibia Sabina                  | Vibia Sabina                  | Vibia Sabina                  | Vibia Sabina                  |                             |                             |                               |                               |                               |                               |                               |                               |                          |                          |                           |                           |                                 |                                 |                                 |                                 |                                 |                                 |                       |                       |                            |                            |                            |                            |                             |                             |                             |                             |                             |                             |                            |                            |                            |                            |                     |                     |  |  |  |  |
|                                  |                                  |                                  |                                  | Vibia Matidia                    | Vibia Matidia                    | Vibia Matidia           | Vibia Matidia           | Vibia Matidia                 | Vibia Matidia                 |                               |                               |                               |                               |                               |                               |                               |                               |                               |                               |                               |                               |                               |                               |                               |                               |                             |                             |                             |                             |                          |                          | Gaio Svetonio Tranquillo       | Gaio Svetonio Tranquillo       | Gaio Svetonio Tranquillo       | Gaio Svetonio Tranquillo       | Gaio Svetonio Tranquillo       | Gaio Svetonio Tranquillo       |                   |                   | Vibia Sabina                  | Vibia Sabina                  | Vibia Sabina                  | Vibia Sabina                  | Vibia Sabina                  | Vibia Sabina                  |                             |                             |                               |                               |                               |                               |                               |                               |                          |                          |                           |                           |                                 |                                 |                                 |                                 |                                 |                                 |                       |                       |                            |                            |                            |                            |                             |                             |                             |                             |                             |                             |                            |                            |                            |                            |                     |                     |  |  |  |  |
|                                  |                                  |                                  |                                  |                                  |                                  |                         |                         |                               |                               |                               |                               |                               |                               | Marco Annio Vero (console 97) | Marco Annio Vero (console 97) | Marco Annio Vero (console 97) | Marco Annio Vero (console 97) | Marco Annio Vero (console 97) | Marco Annio Vero (console 97) |                               |                               |                               |                               |                               |                               |                             |                             |                             |                             |                          |                          |                                |                                |                                |                                |                                |                                |                   |                   |                               |                               |                               |                               |                               |                               |                             |                             |                               |                               |                               |                               |                               |                               |                          |                          |                           |                           |                                 |                                 |                                 |                                 |                                 |                                 | C. Fuscus Salinator I | C. Fuscus Salinator I | C. Fuscus Salinator I      | C. Fuscus Salinator I      | C. Fuscus Salinator I      | C. Fuscus Salinator I      |                             |                             | Giulia Serviana Paulina     | Giulia Serviana Paulina     | Giulia Serviana Paulina     | Giulia Serviana Paulina     | Giulia Serviana Paulina    | Giulia Serviana Paulina    |                            |                            |                     |                     |  |  |  |  |
|                                  |                                  |                                  |                                  |                                  |                                  |                         |                         |                               |                               |                               |                               |                               |                               | Marco Annio Vero (console 97) | Marco Annio Vero (console 97) | Marco Annio Vero (console 97) | Marco Annio Vero (console 97) | Marco Annio Vero (console 97) | Marco Annio Vero (console 97) |                               |                               |                               |                               |                               |                               |                             |                             |                             |                             |                          |                          |                                |                                |                                |                                |                                |                                |                   |                   |                               |                               |                               |                               |                               |                               |                             |                             |                               |                               |                               |                               |                               |                               |                          |                          |                           |                           |                                 |                                 |                                 |                                 |                                 |                                 | C. Fuscus Salinator I | C. Fuscus Salinator I | C. Fuscus Salinator I      | C. Fuscus Salinator I      | C. Fuscus Salinator I      | C. Fuscus Salinator I      |                             |                             | Giulia Serviana Paulina     | Giulia Serviana Paulina     | Giulia Serviana Paulina     | Giulia Serviana Paulina     | Giulia Serviana Paulina    | Giulia Serviana Paulina    |                            |                            |                     |                     |  |  |  |  |
|                                  |                                  |                                  |                                  | Rupilia Faustina                 | Rupilia Faustina                 | Rupilia Faustina        | Rupilia Faustina        | Rupilia Faustina              | Rupilia Faustina              |                               |                               |                               |                               |                               |                               |                               |                               |                               |                               |                               |                               |                               |                               | Boionia Procilla              | Boionia Procilla              | Boionia Procilla            | Boionia Procilla            | Boionia Procilla            | Boionia Procilla            |                          |                          | Gneo Arrio Antonino            | Gneo Arrio Antonino            | Gneo Arrio Antonino            | Gneo Arrio Antonino            | Gneo Arrio Antonino            | Gneo Arrio Antonino            |                   |                   |                               |                               |                               |                               |                               |                               |                             |                             |                               |                               |                               |                               |                               |                               |                          |                          |                           |                           |                                 |                                 |                                 |                                 |                                 |                                 |                       |                       |                            |                            |                            |                            |                             |                             |                             |                             |                             |                             |                            |                            |                            |                            |                     |                     |  |  |  |  |
|                                  |                                  |                                  |                                  | Rupilia Faustina                 | Rupilia Faustina                 | Rupilia Faustina        | Rupilia Faustina        | Rupilia Faustina              | Rupilia Faustina              |                               |                               |                               |                               |                               |                               |                               |                               |                               |                               |                               |                               |                               |                               | Boionia Procilla              | Boionia Procilla              | Boionia Procilla            | Boionia Procilla            | Boionia Procilla            | Boionia Procilla            |                          |                          | Gneo Arrio Antonino            | Gneo Arrio Antonino            | Gneo Arrio Antonino            | Gneo Arrio Antonino            | Gneo Arrio Antonino            | Gneo Arrio Antonino            |                   |                   |                               |                               |                               |                               |                               |                               |                             |                             |                               |                               |                               |                               |                               |                               |                          |                          |                           |                           |                                 |                                 |                                 |                                 |                                 |                                 |                       |                       |                            |                            |                            |                            |                             |                             |                             |                             |                             |                             |                            |                            |                            |                            |                     |                     |  |  |  |  |
|                                  |                                  |                                  |                                  |                                  |                                  |                         |                         |                               |                               |                               |                               | L. Caesennius Paetus          | L. Caesennius Paetus          | L. Caesennius Paetus          | L. Caesennius Paetus          | L. Caesennius Paetus          | L. Caesennius Paetus          |                               |                               |                               |                               |                               |                               |                               |                               |                             |                             |                             |                             |                          |                          |                                |                                |                                |                                |                                |                                |                   |                   |                               |                               |                               |                               |                               |                               |                             |                             |                               |                               |                               |                               | L. Ceionius Commodus          | L. Ceionius Commodus          | L. Ceionius Commodus     | L. Ceionius Commodus     | L. Ceionius Commodus      | L. Ceionius Commodus      |                                 |                                 | Appia Severa                    | Appia Severa                    | Appia Severa                    | Appia Severa                    | Appia Severa          | Appia Severa          |                            |                            | C. Fuscus Salinator II     | C. Fuscus Salinator II     | C. Fuscus Salinator II      | C. Fuscus Salinator II      | C. Fuscus Salinator II      | C. Fuscus Salinator II      |                             |                             |                            |                            |                            |                            |                     |                     |  |  |  |  |
|                                  |                                  |                                  |                                  |                                  |                                  |                         |                         |                               |                               |                               |                               |                               | L. Caesennius Paetus          | L. Caesennius Paetus          | L. Caesennius Paetus          | L. Caesennius Paetus          | L. Caesennius Paetus          |                               |                               |                               |                               |                               |                               |                               |                               |                             |                             |                             |                             |                          |                          |                                |                                |                                |                                |                                |                                |                   |                   |                               |                               |                               |                               |                               |                               |                             |                             |                               |                               |                               |                               | L. Ceionius Commodus          | L. Ceionius Commodus          | L. Ceionius Commodus     | L. Ceionius Commodus     | L. Ceionius Commodus      | L. Ceionius Commodus      |                                 |                                 | Appia Severa                    | Appia Severa                    | Appia Severa                    | Appia Severa                    | Appia Severa          | Appia Severa          |                            |                            | C. Fuscus Salinator II     | C. Fuscus Salinator II     | C. Fuscus Salinator II      | C. Fuscus Salinator II      | C. Fuscus Salinator II      | C. Fuscus Salinator II      |                             |                             |                            |                            |                            |                            |                     |                     |  |  |  |  |
|                                  |                                  |                                  |                                  |                                  |                                  |                         |                         |                               |                               |                               |                               |                               |                               |                               |                               |                               |                               |                               |                               |                               |                               |                               |                               | Arria Antonia                 | Arria Antonia                 | Arria Antonia               | Arria Antonia               | Arria Antonia               | Arria Antonia               |                          |                          | Arria Fadilla                  | Arria Fadilla                  | Arria Fadilla                  | Arria Fadilla                  | Arria Fadilla                  | Arria Fadilla                  |                   |                   |                               |                               | Tito Aurelio Fulvo            | Tito Aurelio Fulvo            | Tito Aurelio Fulvo            | Tito Aurelio Fulvo            | Tito Aurelio Fulvo          | Tito Aurelio Fulvo          |                               |                               |                               |                               |                               |                               |                          |                          |                           |                           |                                 |                                 |                                 |                                 |                                 |                                 |                       |                       |                            |                            |                            |                            |                             |                             |                             |                             |                             |                             |                            |                            |                            |                            |                     |                     |  |  |  |  |
|                                  |                                  |                                  |                                  |                                  |                                  |                         |                         |                               |                               |                               |                               |                               |                               |                               |                               |                               |                               |                               |                               |                               |                               |                               |                               |                               | Arria Antonia                 | Arria Antonia               | Arria Antonia               | Arria Antonia               | Arria Antonia               |                          |                          | Arria Fadilla                  | Arria Fadilla                  | Arria Fadilla                  | Arria Fadilla                  | Arria Fadilla                  | Arria Fadilla                  |                   |                   |                               |                               | Tito Aurelio Fulvo            | Tito Aurelio Fulvo            | Tito Aurelio Fulvo            | Tito Aurelio Fulvo            | Tito Aurelio Fulvo          | Tito Aurelio Fulvo          |                               |                               |                               |                               |                               |                               |                          |                          |                           |                           |                                 |                                 |                                 |                                 |                                 |                                 |                       |                       |                            |                            |                            |                            |                             |                             |                             |                             |                             |                             |                            |                            |                            |                            |                     |                     |  |  |  |  |
|                                  |                                  |                                  |                                  |                                  |                                  |                         |                         |                               |                               |                               |                               |                               |                               |                               |                               | Lucio Cesennio Antonino       | Lucio Cesennio Antonino       | Lucio Cesennio Antonino       | Lucio Cesennio Antonino       | Lucio Cesennio Antonino       | Lucio Cesennio Antonino       |                               |                               |                               |                               |                             |                             |                             |                             |                          |                          |                                |                                |                                |                                |                                |                                |                   |                   |                               |                               |                               |                               |                               |                               |                             |                             |                               |                               |                               |                               | Lucio Commodo                 | Lucio Commodo                 | Lucio Commodo            | Lucio Commodo            | Lucio Commodo             | Lucio Commodo             |                                 |                                 | Fundania Plautia                | Fundania Plautia                | Fundania Plautia                | Fundania Plautia                | Fundania Plautia      | Fundania Plautia      |                            |                            | Ignota Plautia             | Ignota Plautia             | Ignota Plautia              | Ignota Plautia              | Ignota Plautia              | Ignota Plautia              |                             |                             | Gaio Avidio Nigrino        | Gaio Avidio Nigrino        | Gaio Avidio Nigrino        | Gaio Avidio Nigrino        | Gaio Avidio Nigrino | Gaio Avidio Nigrino |  |  |  |  |
|                                  |                                  |                                  |                                  |                                  |                                  |                         |                         |                               |                               |                               |                               |                               |                               |                               |                               | Lucio Cesennio Antonino       | Lucio Cesennio Antonino       | Lucio Cesennio Antonino       | Lucio Cesennio Antonino       | Lucio Cesennio Antonino       | Lucio Cesennio Antonino       |                               |                               |                               |                               |                             |                             |                             |                             |                          |                          |                                |                                |                                |                                |                                |                                |                   |                   |                               |                               |                               |                               |                               |                               |                             |                             |                               |                               |                               |                               | Lucio Commodo                 | Lucio Commodo                 | Lucio Commodo            | Lucio Commodo            | Lucio Commodo             | Lucio Commodo             |                                 |                                 | Fundania Plautia                | Fundania Plautia                | Fundania Plautia                | Fundania Plautia                | Fundania Plautia      | Fundania Plautia      |                            |                            | Ignota Plautia             | Ignota Plautia             | Ignota Plautia              | Ignota Plautia              | Ignota Plautia              | Ignota Plautia              |                             |                             | Gaio Avidio Nigrino        | Gaio Avidio Nigrino        | Gaio Avidio Nigrino        | Gaio Avidio Nigrino        | Gaio Avidio Nigrino | Gaio Avidio Nigrino |  |  |  |  |
|                                  |                                  |                                  |                                  |                                  |                                  |                         |                         |                               |                               |                               |                               |                               |                               |                               |                               |                               |                               |                               |                               |                               |                               |                               |                               |                               |                               |                             |                             |                             |                             |                          |                          |                                |                                |                                |                                |                                |                                |                   |                   |                               |                               |                               |                               | Antonino Pio (r. 138–161)     |                               |                             |                             |                               |                               |                               |                               |                               |                               |                          |                          |                           |                           |                                 |                                 |                                 |                                 |                                 |                                 |                       |                       |                            |                            |                            |                            |                             |                             |                             |                             |                             |                             |                            |                            |                            |                            |                     |                     |  |  |  |  |
|                                  |                                  |                                  |                                  |                                  |                                  |                         |                         |                               |                               |                               |                               |                               |                               |                               |                               |                               |                               |                               |                               |                               |                               |                               |                               |                               |                               |                             |                             |                             |                             |                          |                          |                                |                                |                                |                                |                                |                                |                   |                   |                               |                               |                               |                               |                               |                               |                             |                             |                               |                               |                               |                               |                               |                               |                          |                          |                           |                           |                                 |                                 |                                 |                                 |                                 |                                 |                       |                       |                            |                            |                            |                            |                             |                             |                             |                             |                             |                             |                            |                            |                            |                            |                     |                     |  |  |  |  |
| Marco Annio Vero (pretore)       | Marco Annio Vero (pretore)       | Marco Annio Vero (pretore)       | Marco Annio Vero (pretore)       | Marco Annio Vero (pretore)       | Marco Annio Vero (pretore)       |                         |                         | Domizia Lucilla               | Domizia Lucilla               | Domizia Lucilla               | Domizia Lucilla               | Domizia Lucilla               | Domizia Lucilla               |                               |                               |                               |                               |                               |                               | Fundania                      | Fundania                      | Fundania                      | Fundania                      | Fundania                      | Fundania                      |                             |                             | Marco Annio Libone          | Marco Annio Libone          | Marco Annio Libone       | Marco Annio Libone       | Marco Annio Libone             | Marco Annio Libone             |                                |                                | Faustina maggiore              | Faustina maggiore              | Faustina maggiore | Faustina maggiore | Faustina maggiore             | Faustina maggiore             |                               |                               |                               |                               |                             |                             |                               |                               |                               |                               |                               |                               |                          |                          | Lucio Elio Cesare         | Lucio Elio Cesare         | Lucio Elio Cesare               | Lucio Elio Cesare               | Lucio Elio Cesare               | Lucio Elio Cesare               |                                 |                                 |                       |                       |                            |                            |                            |                            |                             |                             | Avidia Plauzia              | Avidia Plauzia              | Avidia Plauzia              | Avidia Plauzia              | Avidia Plauzia             | Avidia Plauzia             |                            |                            |                     |                     |  |  |  |  |
| Marco Annio Vero (pretore)       | Marco Annio Vero (pretore)       | Marco Annio Vero (pretore)       | Marco Annio Vero (pretore)       | Marco Annio Vero (pretore)       | Marco Annio Vero (pretore)       |                         |                         | Domizia Lucilla               | Domizia Lucilla               | Domizia Lucilla               | Domizia Lucilla               | Domizia Lucilla               | Domizia Lucilla               |                               |                               |                               |                               |                               |                               | Fundania                      | Fundania                      | Fundania                      | Fundania                      | Fundania                      | Fundania                      |                             |                             |                             | Marco Annio Libone          | Marco Annio Libone       | Marco Annio Libone       | Marco Annio Libone             | Marco Annio Libone             |                                |                                | Faustina maggiore              | Faustina maggiore              | Faustina maggiore | Faustina maggiore | Faustina maggiore             | Faustina maggiore             |                               |                               |                               |                               |                             |                             |                               |                               |                               |                               |                               |                               |                          |                          | Lucio Elio Cesare         | Lucio Elio Cesare         | Lucio Elio Cesare               | Lucio Elio Cesare               | Lucio Elio Cesare               | Lucio Elio Cesare               |                                 |                                 |                       |                       |                            |                            |                            |                            |                             |                             | Avidia Plauzia              | Avidia Plauzia              | Avidia Plauzia              | Avidia Plauzia              | Avidia Plauzia             | Avidia Plauzia             |                            |                            |                     |                     |  |  |  |  |
|                                  |                                  |                                  |                                  |                                  |                                  |                         |                         |                               |                               |                               |                               |                               |                               |                               |                               |                               |                               |                               |                               |                               |                               |                               |                               |                               |                               |                             |                             |                             |                             |                          |                          |                                |                                |                                |                                |                                |                                |                   |                   |                               |                               |                               |                               |                               |                               |                             |                             |                               |                               |                               |                               |                               |                               |                          |                          |                           |                           |                                 |                                 |                                 |                                 |                                 |                                 |                       |                       |                            |                            |                            |                            |                             |                             |                             |                             |                             |                             |                            |                            |                            |                            |                     |                     |  |  |  |  |
|                                  |                                  |                                  |                                  |                                  |                                  |                         |                         |                               |                               |                               |                               |                               |                               |                               |                               |                               |                               |                               |                               |                               |                               |                               |                               |                               |                               |                             |                             |                             |                             |                          |                          |                                |                                |                                |                                |                                |                                |                   |                   |                               |                               |                               |                               |                               |                               |                             |                             |                               |                               |                               |                               |                               |                               |                          |                          |                           |                           |                                 |                                 |                                 |                                 |                                 |                                 |                       |                       |                            |                            |                            |                            |                             |                             |                             |                             |                             |                             |                            |                            |                            |                            |                     |                     |  |  |  |  |
| Cornificia                       | Cornificia                       | Cornificia                       | Cornificia                       | Cornificia                       | Cornificia                       |                         |                         | Marco Aurelio (r. 161–180)    | Marco Aurelio (r. 161–180)    | Marco Aurelio (r. 161–180)    | Marco Aurelio (r. 161–180)    | Marco Aurelio (r. 161–180)    | Marco Aurelio (r. 161–180)    |                               |                               |                               |                               | Faustina minore               | Faustina minore               | Faustina minore               | Faustina minore               | Faustina minore               | Faustina minore               |                               |                               | Gaio Cassio Avidio          | Gaio Cassio Avidio          | Gaio Cassio Avidio          | Gaio Cassio Avidio          | Gaio Cassio Avidio       | Gaio Cassio Avidio       |                                |                                |                                |                                | Aurelia Fadilla                | Aurelia Fadilla                | Aurelia Fadilla   | Aurelia Fadilla   | Aurelia Fadilla               | Aurelia Fadilla               |                               |                               | Lucio Vero (r. 161–169) (1)   | Lucio Vero (r. 161–169) (1)   | Lucio Vero (r. 161–169) (1) | Lucio Vero (r. 161–169) (1) | Lucio Vero (r. 161–169) (1)   | Lucio Vero (r. 161–169) (1)   |                               |                               | Ceionia Fabia                 | Ceionia Fabia                 | Ceionia Fabia            | Ceionia Fabia            | Ceionia Fabia             | Ceionia Fabia             |                                 |                                 | Plauzio Quintillo               | Plauzio Quintillo               | Plauzio Quintillo               | Plauzio Quintillo               | Plauzio Quintillo     | Plauzio Quintillo     |                            |                            | Quinto Servilio Pudente    | Quinto Servilio Pudente    | Quinto Servilio Pudente     | Quinto Servilio Pudente     | Quinto Servilio Pudente     | Quinto Servilio Pudente     |                             |                             | Ceionia Plauzia            | Ceionia Plauzia            | Ceionia Plauzia            | Ceionia Plauzia            | Ceionia Plauzia     | Ceionia Plauzia     |  |  |  |  |
| Cornificia                       | Cornificia                       | Cornificia                       | Cornificia                       | Cornificia                       | Cornificia                       |                         |                         | Marco Aurelio (r. 161–180)    | Marco Aurelio (r. 161–180)    | Marco Aurelio (r. 161–180)    | Marco Aurelio (r. 161–180)    | Marco Aurelio (r. 161–180)    | Marco Aurelio (r. 161–180)    |                               |                               |                               |                               | Faustina minore               | Faustina minore               | Faustina minore               | Faustina minore               | Faustina minore               | Faustina minore               |                               |                               | Gaio Cassio Avidio          | Gaio Cassio Avidio          | Gaio Cassio Avidio          | Gaio Cassio Avidio          | Gaio Cassio Avidio       | Gaio Cassio Avidio       |                                |                                |                                |                                | Aurelia Fadilla                | Aurelia Fadilla                | Aurelia Fadilla   | Aurelia Fadilla   | Aurelia Fadilla               | Aurelia Fadilla               |                               |                               | Lucio Vero (r. 161–169) (1)   | Lucio Vero (r. 161–169) (1)   | Lucio Vero (r. 161–169) (1) | Lucio Vero (r. 161–169) (1) | Lucio Vero (r. 161–169) (1)   | Lucio Vero (r. 161–169) (1)   |                               |                               | Ceionia Fabia                 | Ceionia Fabia                 | Ceionia Fabia            | Ceionia Fabia            | Ceionia Fabia             | Ceionia Fabia             |                                 |                                 | Plauzio Quintillo               | Plauzio Quintillo               | Plauzio Quintillo               | Plauzio Quintillo               | Plauzio Quintillo     | Plauzio Quintillo     |                            |                            | Quinto Servilio Pudente    | Quinto Servilio Pudente    | Quinto Servilio Pudente     | Quinto Servilio Pudente     | Quinto Servilio Pudente     | Quinto Servilio Pudente     |                             |                             | Ceionia Plauzia            | Ceionia Plauzia            | Ceionia Plauzia            | Ceionia Plauzia            | Ceionia Plauzia     | Ceionia Plauzia     |  |  |  |  |
|                                  |                                  |                                  |                                  |                                  |                                  |                         |                         |                               |                               |                               |                               |                               |                               |                               |                               |                               |                               |                               |                               |                               |                               |                               |                               |                               |                               |                             |                             |                             |                             |                          |                          |                                |                                |                                |                                |                                |                                |                   |                   |                               |                               |                               |                               |                               |                               |                             |                             |                               |                               |                               |                               |                               |                               |                          |                          |                           |                           |                                 |                                 |                                 |                                 |                                 |                                 |                       |                       |                            |                            |                            |                            |                             |                             |                             |                             |                             |                             |                            |                            |                            |                            |                     |                     |  |  |  |  |
|                                  |                                  |                                  |                                  |                                  |                                  |                         |                         |                               |                               |                               |                               |                               |                               |                               |                               |                               |                               |                               |                               |                               |                               |                               |                               |                               |                               |                             |                             |                             |                             |                          |                          |                                |                                |                                |                                |                                |                                |                   |                   |                               |                               |                               |                               |                               |                               |                             |                             |                               |                               |                               |                               |                               |                               |                          |                          |                           |                           |                                 |                                 |                                 |                                 |                                 |                                 |                       |                       |                            |                            |                            |                            |                             |                             |                             |                             |                             |                             |                            |                            |                            |                            |                     |                     |  |  |  |  |
| Annia Cornificia Faustina minore | Annia Cornificia Faustina minore | Annia Cornificia Faustina minore | Annia Cornificia Faustina minore | Annia Cornificia Faustina minore | Annia Cornificia Faustina minore |                         |                         | Marco Petronio Sura Mamertino | Marco Petronio Sura Mamertino | Marco Petronio Sura Mamertino | Marco Petronio Sura Mamertino | Marco Petronio Sura Mamertino | Marco Petronio Sura Mamertino |                               |                               | Commodo (r. 177–192)          | Commodo (r. 177–192)          | Commodo (r. 177–192)          | Commodo (r. 177–192)          | Commodo (r. 177–192)          | Commodo (r. 177–192)          |                               |                               | Fadilla                       | Fadilla                       | Fadilla                     | Fadilla                     | Fadilla                     | Fadilla                     |                          |                          | Marco Annio Vero Cesare        | Marco Annio Vero Cesare        | Marco Annio Vero Cesare        | Marco Annio Vero Cesare        | Marco Annio Vero Cesare        | Marco Annio Vero Cesare        |                   |                   | Tiberio Claudio Pompeiano (2) | Tiberio Claudio Pompeiano (2) | Tiberio Claudio Pompeiano (2) | Tiberio Claudio Pompeiano (2) | Tiberio Claudio Pompeiano (2) | Tiberio Claudio Pompeiano (2) |                             |                             | Annia Aurelia Galeria Lucilla | Annia Aurelia Galeria Lucilla | Annia Aurelia Galeria Lucilla | Annia Aurelia Galeria Lucilla | Annia Aurelia Galeria Lucilla | Annia Aurelia Galeria Lucilla |                          |                          |                           |                           | Marco Peduceo Plauzio Quintillo | Marco Peduceo Plauzio Quintillo | Marco Peduceo Plauzio Quintillo | Marco Peduceo Plauzio Quintillo | Marco Peduceo Plauzio Quintillo | Marco Peduceo Plauzio Quintillo |                       |                       | Giunio Licinio Balbo padre | Giunio Licinio Balbo padre | Giunio Licinio Balbo padre | Giunio Licinio Balbo padre | Giunio Licinio Balbo padre  | Giunio Licinio Balbo padre  |                             |                             | Servilia Ceionia            | Servilia Ceionia            | Servilia Ceionia           | Servilia Ceionia           | Servilia Ceionia           | Servilia Ceionia           |                     |                     |  |  |  |  |
| Annia Cornificia Faustina minore | Annia Cornificia Faustina minore | Annia Cornificia Faustina minore | Annia Cornificia Faustina minore | Annia Cornificia Faustina minore | Annia Cornificia Faustina minore |                         |                         | Marco Petronio Sura Mamertino | Marco Petronio Sura Mamertino | Marco Petronio Sura Mamertino | Marco Petronio Sura Mamertino | Marco Petronio Sura Mamertino | Marco Petronio Sura Mamertino |                               |                               |                               | Commodo (r. 177–192)          | Commodo (r. 177–192)          | Commodo (r. 177–192)          | Commodo (r. 177–192)          | Commodo (r. 177–192)          |                               |                               | Fadilla                       | Fadilla                       | Fadilla                     | Fadilla                     | Fadilla                     | Fadilla                     |                          |                          | Marco Annio Vero Cesare        | Marco Annio Vero Cesare        | Marco Annio Vero Cesare        | Marco Annio Vero Cesare        | Marco Annio Vero Cesare        | Marco Annio Vero Cesare        |                   |                   | Tiberio Claudio Pompeiano (2) | Tiberio Claudio Pompeiano (2) | Tiberio Claudio Pompeiano (2) | Tiberio Claudio Pompeiano (2) | Tiberio Claudio Pompeiano (2) | Tiberio Claudio Pompeiano (2) |                             |                             | Annia Aurelia Galeria Lucilla | Annia Aurelia Galeria Lucilla | Annia Aurelia Galeria Lucilla | Annia Aurelia Galeria Lucilla | Annia Aurelia Galeria Lucilla | Annia Aurelia Galeria Lucilla |                          |                          |                           |                           | Marco Peduceo Plauzio Quintillo | Marco Peduceo Plauzio Quintillo | Marco Peduceo Plauzio Quintillo | Marco Peduceo Plauzio Quintillo | Marco Peduceo Plauzio Quintillo | Marco Peduceo Plauzio Quintillo |                       |                       | Giunio Licinio Balbo padre | Giunio Licinio Balbo padre | Giunio Licinio Balbo padre | Giunio Licinio Balbo padre | Giunio Licinio Balbo padre  | Giunio Licinio Balbo padre  |                             |                             | Servilia Ceionia            | Servilia Ceionia            | Servilia Ceionia           | Servilia Ceionia           | Servilia Ceionia           | Servilia Ceionia           |                     |                     |  |  |  |  |
|                                  |                                  |                                  |                                  |                                  |                                  |                         |                         |                               |                               |                               |                               |                               |                               |                               |                               |                               |                               |                               |                               |                               |                               |                               |                               |                               |                               |                             |                             |                             |                             |                          |                          |                                |                                |                                |                                |                                |                                |                   |                   |                               |                               |                               |                               |                               |                               |                             |                             |                               |                               |                               |                               |                               |                               |                          |                          |                           |                           |                                 |                                 |                                 |                                 |                                 |                                 |                       |                       |                            |                            |                            |                            |                             |                             |                             |                             |                             |                             |                            |                            |                            |                            |                     |                     |  |  |  |  |
|                                  |                                  |                                  |                                  |                                  |                                  |                         |                         |                               |                               |                               |                               |                               |                               |                               |                               |                               |                               |                               |                               |                               |                               |                               |                               |                               |                               |                             |                             |                             |                             |                          |                          |                                |                                |                                |                                |                                |                                |                   |                   |                               |                               |                               |                               |                               |                               |                             |                             |                               |                               |                               |                               |                               |                               |                          |                          |                           |                           |                                 |                                 |                                 |                                 |                                 |                                 |                       |                       |                            |                            |                            |                            |                             |                             |                             |                             |                             |                             |                            |                            |                            |                            |                     |                     |  |  |  |  |
|                                  |                                  |                                  |                                  | Petronio Antonino                | Petronio Antonino                | Petronio Antonino       | Petronio Antonino       | Petronio Antonino             | Petronio Antonino             |                               |                               | L. Aurelius Agaclytus (2)     | L. Aurelius Agaclytus (2)     | L. Aurelius Agaclytus (2)     | L. Aurelius Agaclytus (2)     | L. Aurelius Agaclytus (2)     | L. Aurelius Agaclytus (2)     |                               |                               | Vibia Sabina Aurelia          | Vibia Sabina Aurelia          | Vibia Sabina Aurelia          | Vibia Sabina Aurelia          | Vibia Sabina Aurelia          | Vibia Sabina Aurelia          |                             |                             | Lucio Antistio Burro (1)    | Lucio Antistio Burro (1)    | Lucio Antistio Burro (1) | Lucio Antistio Burro (1) | Lucio Antistio Burro (1)       | Lucio Antistio Burro (1)       |                                |                                | Plauzio Quintillo              | Plauzio Quintillo              | Plauzio Quintillo | Plauzio Quintillo | Plauzio Quintillo             | Plauzio Quintillo             |                               |                               | Plauzia Servilla              | Plauzia Servilla              | Plauzia Servilla            | Plauzia Servilla            | Plauzia Servilla              | Plauzia Servilla              |                               |                               |                               |                               | Timesiteo                | Timesiteo                | Timesiteo                 | Timesiteo                 | Timesiteo                       | Timesiteo                       |                                 |                                 | Antonia Gordiana                | Antonia Gordiana                | Antonia Gordiana      | Antonia Gordiana      | Antonia Gordiana           | Antonia Gordiana           |                            |                            | Giunio Licinio Balbo figlio | Giunio Licinio Balbo figlio | Giunio Licinio Balbo figlio | Giunio Licinio Balbo figlio | Giunio Licinio Balbo figlio | Giunio Licinio Balbo figlio |                            |                            |                            |                            |                     |                     |  |  |  |  |
|                                  |                                  |                                  |                                  | Petronio Antonino                | Petronio Antonino                | Petronio Antonino       | Petronio Antonino       | Petronio Antonino             | Petronio Antonino             |                               |                               | L. Aurelius Agaclytus (2)     | L. Aurelius Agaclytus (2)     | L. Aurelius Agaclytus (2)     | L. Aurelius Agaclytus (2)     | L. Aurelius Agaclytus (2)     | L. Aurelius Agaclytus (2)     |                               |                               | Vibia Sabina Aurelia          | Vibia Sabina Aurelia          | Vibia Sabina Aurelia          | Vibia Sabina Aurelia          | Vibia Sabina Aurelia          | Vibia Sabina Aurelia          |                             |                             | Lucio Antistio Burro (1)    | Lucio Antistio Burro (1)    | Lucio Antistio Burro (1) | Lucio Antistio Burro (1) | Lucio Antistio Burro (1)       | Lucio Antistio Burro (1)       |                                |                                | Plauzio Quintillo              | Plauzio Quintillo              | Plauzio Quintillo | Plauzio Quintillo | Plauzio Quintillo             | Plauzio Quintillo             |                               |                               | Plauzia Servilla              | Plauzia Servilla              | Plauzia Servilla            | Plauzia Servilla            | Plauzia Servilla              | Plauzia Servilla              |                               |                               |                               |                               | Timesiteo                | Timesiteo                | Timesiteo                 | Timesiteo                 | Timesiteo                       | Timesiteo                       |                                 |                                 | Antonia Gordiana                | Antonia Gordiana                | Antonia Gordiana      | Antonia Gordiana      | Antonia Gordiana           | Antonia Gordiana           |                            |                            | Giunio Licinio Balbo figlio | Giunio Licinio Balbo figlio | Giunio Licinio Balbo figlio | Giunio Licinio Balbo figlio | Giunio Licinio Balbo figlio | Giunio Licinio Balbo figlio |                            |                            |                            |                            |                     |                     |  |  |  |  |
|                                  |                                  |                                  |                                  |                                  |                                  |                         |                         |                               |                               |                               |                               |                               |                               |                               |                               |                               |                               |                               |                               |                               |                               |                               |                               |                               |                               |                             |                             |                             |                             |                          |                          |                                |                                |                                |                                |                                |                                |                   |                   |                               |                               |                               |                               |                               |                               |                             |                             |                               |                               |                               |                               |                               |                               |                          |                          |                           |                           |                                 |                                 |                                 |                                 |                                 |                                 |                       |                       |                            |                            |                            |                            |                             |                             |                             |                             |                             |                             |                            |                            |                            |                            |                     |                     |  |  |  |  |
|                                  |                                  |                                  |                                  |                                  |                                  |                         |                         |                               |                               |                               |                               |                               |                               |                               |                               |                               |                               |                               |                               |                               |                               |                               |                               |                               |                               |                             |                             |                             |                             |                          |                          |                                |                                |                                |                                |                                |                                |                   |                   |                               |                               |                               |                               |                               |                               |                             |                             |                               |                               |                               |                               |                               |                               |                          |                          |                           |                           |                                 |                                 |                                 |                                 |                                 |                                 |                       |                       |                            |                            |                            |                            |                             |                             |                             |                             |                             |                             |                            |                            |                            |                            |                     |                     |  |  |  |  |
|                                  |                                  |                                  |                                  |                                  |                                  |                         |                         |                               |                               |                               |                               |                               |                               |                               |                               |                               |                               |                               |                               |                               |                               |                               |                               |                               |                               |                             |                             |                             |                             |                          |                          |                                |                                |                                |                                |                                |                                |                   |                   |                               |                               |                               |                               |                               |                               |                             |                             |                               |                               |                               |                               |                               |                               |                          |                          | Furia Sabina Tranquillina | Furia Sabina Tranquillina | Furia Sabina Tranquillina       | Furia Sabina Tranquillina       | Furia Sabina Tranquillina       | Furia Sabina Tranquillina       |                                 |                                 |                       |                       | Gordiano III (r. 238-244)  | Gordiano III (r. 238-244)  | Gordiano III (r. 238-244)  | Gordiano III (r. 238-244)  | Gordiano III (r. 238-244)   | Gordiano III (r. 238-244)   |                             |                             |                             |                             |                            |                            |                            |                            |                     |                     |  |  |  |  |
|                                  |                                  |                                  |                                  |                                  |                                  |                         |                         |                               |                               |                               |                               |                               |                               |                               |                               |                               |                               |                               |                               |                               |                               |                               |                               |                               |                               |                             |                             |                             |                             |                          |                          |                                |                                |                                |                                |                                |                                |                   |                   |                               |                               |                               |                               |                               |                               |                             |                             |                               |                               |                               |                               |                               |                               |                          |                          | Furia Sabina Tranquillina | Furia Sabina Tranquillina | Furia Sabina Tranquillina       | Furia Sabina Tranquillina       | Furia Sabina Tranquillina       | Furia Sabina Tranquillina       |                                 |                                 |                       |                       | Gordiano III (r. 238-244)  | Gordiano III (r. 238-244)  | Gordiano III (r. 238-244)  | Gordiano III (r. 238-244)  | Gordiano III (r. 238-244)   | Gordiano III (r. 238-244)   |                             |                             |                             |                             |                            |                            |                            |                            |                     |                     |  |  |  |  |
|                                  |                                  |                                  |                                  |                                  |                                  |                         |                         |                               |                               |                               |                               |                               |                               |                               |                               |                               |                               |                               |                               |                               |                               |                               |                               |                               |                               |                             |                             |                             |                             |                          |                          |                                |                                |                                |                                |                                |                                |                   |                   |                               |                               |                               |                               |                               |                               |                             |                             |                               |                               |                               |                               |                               |                               |                          |                          |                           |                           |                                 |                                 |                                 |                                 |                                 |                                 |                       |                       |                            |                            |                            |                            |                             |                             |                             |                             |                             |                             |                            |                            |                            |                            |                     |                     |  |  |  |  |
|                                  |                                  |                                  |                                  |                                  |                                  |                         |                         |                               |                               |                               |                               |                               |                               |                               |                               |                               |                               |                               |                               |                               |                               |                               |                               |                               |                               |                             |                             |                             |                             |                          |                          |                                |                                |                                |                                |                                |                                |                   |                   |                               |                               |                               |                               |                               |                               |                             |                             |                               |                               |                               |                               |                               |                               |                          |                          |                           |                           |                                 |                                 |                                 |                                 | Furia Antonia                   |                                 |                       |                       |                            |                            |                            |                            |                             |                             |                             |                             |                             |                             |                            |                            |                            |                            |                     |                     |  |  |  |  |